# Fluberg
Fluberg är en kyrkby i Søndre Lands kommun i Innlandet fylke i Norge. Byn ligger vid fylkesväg 34, på östra sidan av sjön Randsfjorden.
Byn har tidigare utgjort centralort i de dåvarande kommunerna Land respektive Fluberg i Oppland fylke.